# Natura di donna
Natura di donna (The Female of the Species) è un cortometraggio muto del 1912 diretto da David Wark Griffith.

## Trama
Quattro sopravvissuti si trovano in un campo minerario abbandonato. L'unica possibilità di salvezza è quella di andare via e di attraversare il deserto. Si tratta di un minatore, già in precarie condizioni di salute, sua moglie, sua cognata ed una terza donna rimasta sola e che le altre due invitano a unirsi a loro. Alla prima sosta, durante la quale le due sorelle si allontanano per cercare dell'acqua, l'uomo, nonostante non stia bene (per camminare deve appoggiarsi al dorso del mulo), cerca di fare delle avances alla donna, suscitando sospetti e gelosia nella moglie e nella cognata, che si convincono erroneamente che sia stata la donna a provocare l'uomo mentre, invece, la poveretta ha sempre rifiutato decisamente le profferte di questi. La moglie, però, furiosa aggredisce l'altra donna ed il minatore, nel tentativo di separarle muore, per lo sforzo. Questo accresce l'ostilità delle due sorelle per la terza donna e che la vedova pensa seriamente di uccidere, ritenendola colpevole della morte del marito nonché della sua infedeltà. Tuttavia, durante il viaggio, avviene un evento inaspettato: una coppia di indiani con il loro piccolo bimbo sta attraversando lo stesso deserto e sono rimasti senz'acqua. A patire la sete è, soprattutto, la moglie del pellerossa. L'uomo disperato, allora, ruba una borraccia d'acqua a due cowboy che stanno riposando ma costoro se ne accorgono e lo uccidono con le loro pistole e poi si allontanano. Poco dopo, però, mentre la terza donna dorme le altre due, sentono i pianti del bimbo e lo trovano tra la braccia della madre ormai morta. La vedova del minatore lo prende in braccio e la presenza del piccolo fa si che le tre donne si rappacifichino e con il bimbo riprendano il viaggio insieme.

## Produzione
Il film fu prodotto dalla Biograph Company.

## Distribuzione
Distribuito dalla General Film Company, il film - un cortometraggio in una bobina - uscì nelle sale cinematografiche statunitensi il 15 aprile 1912.
In Italia è stato trasmesso nel programma Fuori orario. Cose (mai) viste, con le didascalie originali tradotte e lette da Enrico Ghezzi.
Copia della pellicola viene conservata negli archivi del Mary Pickford Institute for Film Education.